# 杉田エース
杉田エース株式会社（すぎたエース）は、東京都墨田区に本拠を置く建築金物・建築資材を扱う老舗の専門商社。自社ブランド「ACE」の13,000アイテムを含み、取扱商品は50,000アイテムを超える。開発は自社で行い生産は外部委託する。2011年の東日本大震災をきっかけに、新規事業として2014年に自社開発した長期保存食（非常食）「IZAMESHI（イザメシ）」シリーズは、「おいしく食べられる長期保存食」としてヒット商品となった。
近年では、卸売りのほか、一般消費者向けの直営店を運営するが、ライフスタイルショップ「clubESTA SHOP」（2021年9月より「upstairs outdoor living」に名称変更）は、アウトドアファニチャー「PATIO PETITTE」やセレクトした雑貨を扱う。また、長期保存食（非常食）「イザメシ」をベースにしたレストラン「IZAMESHI Dish」などの運営も行っている。

## 会社概要

### 創業
1934年（昭和9年）、建築金物の卸商中薮商店から独立した23歳の杉田三郎により、杉田商店として創業。1942年には、戦時体制の強化による企業整備のあおりで廃業。戦争が終焉を迎えると同時に、事業を再開。1948年、株式会社杉田金属を設立。弟・正吉とともに東北・北海道への販路拡大にも取り組むなど、精力的に事業拡大。1961年には、墨田区緑2丁目に新社屋を建設し、急速に全国展開を行う。正吉は人材確保のために、自ら東北地方を行脚するとともに、上京した社員を東京見物に連れていくなど、我が子のように面倒を見たという。

### 1970年代以降
三郎は1966年にまだ海であった千葉県千葉市の埋め立て予定地の購入をいち早く決断すると、1974年には業界最大規模（2000坪）の流通センターを設置。ニクソンショックや2度にわたるオイルショックにより、日本経済は戦後最大の変革に見舞われた状況の中で、他社が行っていない取り組みとして、全商品を掲載したカタログを制作した。このカタログは、設計事務所や建設会社に配布されたが、このことが杉田エースの金物総合商社としての地位を高めることに大きく貢献した。
1984年には、創業50周年に合わせ、現在の杉田エース株式会社に商号変更。1987年には杉田直良（現代表取締役会長）が代表取締役社長に就任。

### 2000年代以降

#### JASDAQ店頭登録
2000年、日本証券業協会に株式を店頭登録（現東京証券取引所スタンダード）。

#### M&A
2012年、杉田裕介が代表取締役社長に就任すると、株式会社トクダ（2012年）、株式会社マシモ（2012年）、ヨネミツ産業株式会社（2013年）、株式会社水澤金物（2015年）の株式を取得し、連結子会社とする。その後、商号変更したヨネミツエース株式会社（2018年）、トクダマシモエース株式会社（2019年）などの吸収合併（M&A）を次々に成功させ、拡大路線を歩む。その間、2014年には創業80周年を迎えたことを機に、コーポレートブランドロゴを一新。単元株式数を1000株から100株に変更する。
2022年3月31日、フヨー株式会社株式を取得し子会社化。
2022年9月6日、株式会社モリギンを吸収合併。

## IZAMESHI
2014年9月、長期保存食（非常食）であるIZAMESHIを発売。建築金物専門商社である同社にとって、非常食はおろか、食品の開発・販売は全く初めての挑戦であった。

### 開発まで
2011年の東日本大震災時に、現社長の杉田裕介と社員数名が被災地を訪問。現地の避難生活を目の当たりにして、食事の面で満足できていないことを知ったのが、IZAMESHIを開発するきっかけとなる。当時販売されていた非常食には、おいしいものが少なかったこと、さらには需要に対する供給責任が果たせなかったこともあり、この問題の解決には自社で開発するしかないと、全くの異分野へ踏み出す。開発商品のコンセプトは「食べない備蓄食から、おいしく食べられる長期保存食」であった。これは、市場調査から「備蓄していた非常食の保管場所が分からなくなった」「いざというときに保存期限が切れていた」との声が寄せられたことに基づく。商品開発チームはわずか数人。食品の知識は誰もなく、協力会社を探すところから始めたため、試行錯誤を繰り返し実際に商品を発売したのは2014年9月となったが、23種類の商品の開発に成功し、IZAMESHIシリーズがスタートした。食材本来の味を楽しめ、3年あるいは5年間の保存がきく上、日常から食べられるおいしさや商品ラインナップ、デザイン性を追究することで、消費した分だけ買い足して一定量に保つ「ローリングストック」の考え方を提案している。

## 店舗

### GINZA innit
2021年9月1日、東京都中央区銀座7丁目にオープン。1Fと2Fに、以下の店舗が入る。
IZAMESHI Dish（1F）
長期保存食「IZAMESHI」を使った食事を提供する店舗。
upstairs outdoor living（2F）
アウトドアファニチャー「PATIO PETITE」、国内外からセレクトしたインテリア、ガーデン、アウトドアにまつわるアイテムを揃えるライフスタイルショップ。

## 沿革
- 1934年（昭和9年） - 東京・神田の建築金物卸商である中薮商店で、丁稚奉公から一番番頭にまで短期間で昇進した杉田三郎が23歳で創業。その際、設立資金として蓄えていた1,100円の内、250円を投資先の企業の倒産で失ったため、事務所を知人宅の2階に間借りしてのスタートであった。
- 1935年（昭和10年） - 大阪の綿布問屋に奉公していた弟の正吉が上京し、事業に参加。
- 1942年（昭和17年） - 戦時体制の強化により、企業整備が行われる社会状況となり、事業が国に奪われることを嫌気して廃業を決意。三郎は、2年後の1944年に、厚木の海軍航空隊に召集されるが、同じ部隊でフィリピンに配属された仲間は全滅した。
- 1948年（昭和23年） - 終戦と同時に三郎は事業を再開。戦地であるマレーシアから帰国した弟正吉も参画。錠前など黄銅製建築金物の事業を軸に事業を展開し、約3年間で戦前の事業規模まで復活させ、9月11日[3]株式会社に組織を改変（資本金100万円）。
- 1949年（昭和24年） - 正吉が軸となり東北・北海道への販路拡大にも取り組み、精力的に事業を拡大。
- 1961年（昭和36年） - 墨田区緑2丁目新社屋が完成。その後の急速な全国展開へと発展を遂げる軸となる。倉庫を完備した新社屋は当時としては最先端の設備を有していた。この頃、人材の確保に正吉自らがあたり、東北地方を行脚。
- 1974年（昭和49年） - 千葉県千葉市に千葉流通センターを設置。他社が行っていなかった新たな取り組みとして、全商品を掲載したカタログを制作。このカタログが、同社の金物総合商社としての地位を高めるために大きく貢献した。
- 1980年（昭和55年） - 同社単独の商品見本市スギタグランドフェアを開催。2日間で10億円を売り上げる（東京金物グランドフェアの会期売上が15億円）。
- 1984年（昭和59年） - 創業50周年に合わせ、杉田エース株式会社に商号を変更。
- 1987年（昭和62年） - 杉田直良（現代表取締役会長）が代表取締役社長に就任。
- 2000年（平成12年） - 日本証券業協会に株式を店頭登録（現東京証券取引所JASDAQスタンダード）。
- 2010年（平成22年） - 通販サイト「エースネット」を開設。約2000件の商品がラインアップされる[20]。
- 2012年（平成24年）
  - 杉田裕介が代表取締役社長に就任。
  - 株式会社トクダ（2013年10月にトクダマシモエース株式会社に商号変更）の株式を取得し、連結子会社とする。
  - 株式会社マシモ（2013年にトクダマシモエース株式会社に商号変更）の株式を取得し、連結子会社とする。
- 2013年（平成25年）
  - ヨネミツ産業株式会社（2013年7月にヨネミツエース株式会社に商号変更）の株式を取得し、連結子会社とする。
  - 東京・南青山にアウトドアファニチャーを主体とするショールーム「clubEAST SHOWROOM」をオープン。同社初のエンドユーザー向けショールームで直販も実施[21]。2021年9月に銀座に移転。「upstairs outdoor living（アップステアーズ・アウトドアリビング）」に名称変更した[22][23]。
- 2014年（平成26年）
  - 創業80周年。コーポレートブランドロゴを一新。単元株式数を1000株から100株に変更。
  - 自社開発したおいしく食べられる長期保存食（非常食）「IZAMESHI（イザメシ）」発売[8]。
- 2015年（平成27年） - 株式会社水澤金物（2015年8月に水沢エース株式会社に商号変更）の株式を取得し、連結子会社とする。
- 2018年（平成30年） - 連結子会社ヨネミツエース株式会社を吸収合併する。
- 2019年（平成31年、令和元年） - 連結子会社トクダマシモエース株式会社を吸収合併する。12月、東京都新宿区にIZAMESHIをベースにしたショップ＆カフェ「IZAMESHI Table」をオープン[17]。
- 2021年（令和3年）
  - 3月、「IZAMESHI」で、「麺屋優光」とのコラボレーションによる「麺屋優光 x IZAMESHI 旨味溢れる貝出汁醤油ラーメン」を発売[24]。
  - 9月1日、GINZA innit店舗を東京都中央区銀座7丁目にオープン[19]。
- 2022年（令和4年） 
  - 2月19日、麺屋優光グループとフランチャイズ契約を結び、「麺屋優光 銀座店」を東京都中央区銀座7丁目にオープン[24]。
  - 3月31日、フヨー株式会社株式を取得し、子会社化[14][25]。
- 2023年（令和5年）
  - 3月1日、株式会社モリギンを吸収合併[26]。
  - 3月31日、IZAMESHI Table 閉店[12]。

（その他はより）

## 所在地

### 本社
東京都墨田区緑2-14-15

### 営業所・物流センターほか
詳細は公式サイト「拠点一覧」参照。